# Governació del 6 d'Octubre
La governació del 6 d'Octubre (àrab: محافظة السادس من أكتوبر, muḥāfaẓat as-Sādis min Uktūbar) fou una de les governacions o muhàfadhes d'Egipte, situada al centre del país. La seva capital era la Ciutat del 6 d'Octubre. Tenia una població aproximada de 500.000 habitants. Aquesta governació es va crear l'abril del 2008 quan es va produir una reordenació administrativa a Egipte i fou suprimida en 2011.
Les principals ciutats eren Ciutat 6 d'Octubre, Al-Rehab, El-Sheikh Zayed i Madinaty.